# Fragarach
Fragarach, Frecraid o Fregarthach, es una espada legendaria de la mitología celta, conocida también como la "respondona" debido a que si se ponía en la garganta de alguien, éste no podía decir mentiras ni moverse. Forjada por los dioses, Fragarach era la espada de Manannán mac Lir (deidad asociada al mar y el agua) éste la otorgó a su hijo adoptivo Lugh, luego fue entregada por Lugh al héroe Cúchulainn y éste luego la entrega a Conn Cétchathach (el de las cien batallas).
Ésta espada es descrita con propiedades sobrenaturales como traspasar cualquier escudo, malla, armadura o muro, otorgar control sobre el viento a quien la portara y provocar la muerte al enemigo con una sola herida, ya que su corte era tan penetrante que nadie podía recuperarse.

## En la cultura popular
La autora de ciencia ficción Patricia Kennealy Morrison muestra la Fragarach en su serie The Keltiad, a lo largo de la serie es usada por varios protagonistas.
En los libros de fantasía El Druida de Hierro de Kevin Hearne, el protagonista es el portador de la espada. 
También aparece en el módulo "El templo del mal" del juego Dungeons & Dragons.
Aparece en la franquicia Digimon llevada por Slayerdramon.
Fragarach es el Noble Phantasm usado por Bazett Fraga McRemitz durante los acontecimientos de Fate Hollow/Ataraxia de la saga de novelas visuales Fate Stay/Night creada por la empresa desarrolladora Type-Moon